# Enteromonadida
Die Einteilung der Lebewesen in Systematiken ist kontinuierlicher Gegenstand der Forschung. So existieren neben- und nacheinander verschiedene systematische Klassifikationen. 
Das hier behandelte Taxon ist durch neue Forschungen obsolet geworden oder ist aus anderen Gründen nicht Teil der in der deutschsprachigen Wikipedia dargestellten Systematik.
Die Enteromonadida waren ein aus 12 Arten bestehendes Taxon von Protisten, das zu den Fornicata gehörte.

## Merkmale und Lebensweise
Enteromonadida besitzen vier Geißeln, von denen drei frei schwingen und eine seitlich durch eine als Zytostom dienende Furche herabläuft. Kinetosomen, Mikrotubuli, Fasersystem und Zellkern sind zu einem sogenannten Karyomastigonten verwachsen.
Alle Arten leben als Parasiten in den Gedärmen verschiedenster Wirbeltiere, darunter auch des Menschen, sind aber keine Krankheitserreger. Zysten werden durch die Exkremente des Wirtes ausgeschieden.

## Systematik
Die Enteromonadida umfassten drei Gattungen mit insgesamt zwölf Arten:
- Caviomonas[3]
  - Caviomonas frugivori
  - Caviomonas mobilis
- Trimitus[4]
  - Trimitus motellae
  - Trimitus ranae
  - Trimitus trionici
- Enteromonas[5]
  - Enteromonas caviae
  - Enteromonas hominis
  - Enteromonas intestinalis
  - Enteromonas lagostomi
  - Enteromonas ratti
  - Enteromonas suis
  - Enteromonas wenyoni

Üblicherweise wurden die Enteromonadida als Schwestergruppe der Diplomonadida gesehen, molekulargenetische Untersuchungen allerdings wiesen darauf hin, dass sie wahrscheinlich polyphyletisch und Teil der Diplomonadida, Untergruppe Hexamitinae, sind. Ihre genaue systematische Position innerhalb dieser war zeitweise noch unbekannt (=incertae sedis).
Mit der Überarbeitung der Fornicata durch Adl et al. 2012 gingen die Enteromonadida in den Hexamitinae auf und entfielen.

## Nachweise
Fußnoten direkt hinter einer Aussage belegen die einzelne Aussage, Fußnoten direkt hinter einem Satzzeichen den gesamten vorangehenden Satz. Fußnoten hinter einer Leerstelle beziehen sich auf den kompletten vorangegangenen Absatz.
1. 1 2  Klaus Hausmann, Norbert Hülsmann, Renate Radek: Protistology,  3. Aufl., Schweizerbart,  2003, S. 46, ISBN 3-510-65208-8
2. 1 2  Sina M. Adl, Alastair G. B. Simpson, Mark A. Farmer, Robert A. Andersen, O. Roger Anderson, John A. Barta, Samual S. Bowser, Guy Brugerolle, Robert A. Fensome, Suzanne Fredericq, Timothy Y. James, Sergei Karpov, Paul Kugrens, John Krug, Christopher E. Lane, Louise A. Lewis, Jean Lodge, Denis H. Lynn, David G. Mann, Richard M. McCourt, Leonel Mendoza, Øjvind Moestrup, Sharon E. Mozley-Standridge, Thomas A. Nerad, Carol A. Shearer, Alexey V. Smirnov, Frederick W. Spiegel, Max F. J. R. Taylor: The New Higher Level Classification of Eukaryotes with Emphasis on the Taxonomy of Protists. The Journal of Eukaryotic Microbiology 52 (5), 2005; Seite 440
3. ↑  Tree of Life Web Project. 2008. Caviomonas. Version 02 September 2008 (temporary). http://tolweb.org/Caviomonas/124827/2008.09.02  in The Tree of Life Web Project, http://tolweb.org/
4. ↑  Tree of Life Web Project. 2008. Trimitus Alexeieff. Version 02 September 2008 (temporary). http://tolweb.org/Trimitus/97366/2008.09.02  in The Tree of Life Web Project, http://tolweb.org/
5. ↑  Tree of Life Web Project. 2008. Enteromonas da Fonseca. Version 02 September 2008 (temporary). http://tolweb.org/Enteromonas/97365/2008.09.02  in The Tree of Life Web Project, http://tolweb.org/
6. ↑  Adl, S. M., Simpson, A. G. B., Lane, C. E., Lukeš, J., Bass, D., Bowser, S. S., Brown, M. W., Burki, F., Dunthorn, M., Hampl, V., Heiss, A., Hoppenrath, M., Lara, E., le Gall, L., Lynn, D. H., McManus, H., Mitchell, E. A. D., Mozley-Stanridge, S. E., Parfrey, L. W., Pawlowski, J., Rueckert, S., Shadwick, L., Schoch, C. L., Smirnov, A. and Spiegel, F. W.: The Revised Classification of Eukaryotes. Journal of Eukaryotic Microbiology, 59: 429–514, 2012, PDF Online